# 吉林大学东区
吉林大学东区，位于吉林省长春市南关区人民大街5988号。

## 历史
吉林工业大学
- 1955年，为适应中国东北工业发展和兴建长春第一汽车制造厂对专门人才的需要，经中华人民共和国第一机械工业部和中华人民共和国高等教育部协商同意，将华中工学院的汽车及内燃机专业、交通大学和山东工学院的汽车专业调整出来合并，在长春成立汽车拖拉机学院。第一任院长由第一汽车制造厂厂长饶斌兼任。1955年9月26日，长春汽车拖拉机学院举行开学典礼，学院成立[1]。
- 1958年11月，长春汽车拖拉机学院下放，由吉林省领导，更名吉林工业大学[1]。
- 1960年，该校获国家批准为全国重点高等院校[1]。
- 1983年10月，学校第七次党代会提出新时期发展目标为将该校办成理、工、管相结合的国内一流水平大学[1]。
- 1997年11月，国家批准该校“211工程”建设可行性报告，该校成为首批进入国家重点建设的高校之一[1]。
- 1998年9月，该校成为中华人民共和国教育部直属院校[1]。
- 至2000年6月合校前，该校已发展为以汽车、农机为优势和特色，工、管、理、文结合的多学科大学[1]。

吉林大学东区
- 2000年6月12日，由原吉林大学、吉林工业大学、白求恩医科大学、长春科技大学、长春邮电学院合并组建新的吉林大学[1]。吉林工业大学成为吉林大学南岭校区[2]，改称吉林大学工学部[3]。
- 2013年，改为吉林大学东区[4]。设东区综合办公室，作为吉林大学的派出机构[5]。

## 历任领导
吉林工业大学
| 校长 - 饶斌（1954年9月—1955年9月，长春汽车拖拉机学院筹备委员会主任；1955年9月—1957年3月，长春汽车拖拉机学院院长） - 魏震（1958年7月—1958年11月，长春汽车拖拉机学院院长；1958年11月—1968年11月，吉林工业大学校长） - 王德龙（1968年11月—1970年6月，吉林工业大学革命委员会主任） - 王大章（1970年6月—1976年8月，吉林工业大学革命委员会主任） - 秦秀峰（1976年8月—1977年7月，吉林工业大学革命委员会主任） - 陆锦（1978年3月—1983年5月，吉林工业大学校长） - 庄继德（1983年5月—1991年4月，吉林工业大学校长） - 马成林（1991年4月—1996年5月，吉林工业大学校长） - 吴博达（1996年5月—2000年6月，吉林工业大学校长） | 党委书记 - 盛坚夫（1954年9月—1957年9月，长春汽车拖拉机学院党委书记） - 陆锦（1957年9月—1958年12月，长春汽车拖拉机学院党委书记；1958年12月—1966年2月，吉林工业大学党委书记） - 宫维桢（1966年2月—1971年11月，吉林工业大学党委书记） - 秦秀峰（1971年12月—1977年7月，吉林工业大学党委书记） - 陆锦（1977年10月—1983年5月，吉林工业大学党委书记） - 李铁心（1983年5月—1991年11月，吉林工业大学党委书记） - 唐锁庚（1991年12月—1996年5月，吉林工业大学党委书记） - 任露泉（1996年5月—2000年6月，吉林工业大学党委书记） |

吉林大学工学部
| 学部长 - 王庆年（2000年7月—2001年10月，吉林大学南岭校区管委会主任；2001年11月—2013年，吉林大学工学部主任） - 郑伟涛（2013年—2015年9月，材料科学与工程学院院长兼工学部学部长） |